# 吉祥涌商行
吉祥涌商行，也被称为吉祥涌洋行是19世纪末开始在中国新疆省经营的洋行，由俄罗斯帝国塔塔尔族热玛赞·坎尼雪夫创立，后由其侄子哈森与胡赛因经营。吉祥涌商行主要以皮毛、洋货为主，在新疆出售包括棉织品在内的俄货，同时收购新疆等地的土产。鼎盛时期，吉祥涌商行生意遍布新疆，甚至抵达甘肃、陕西、湖北、天津等地。其经理胡赛因曾被誉为“新省第一富户”。20世纪30年代，吉祥涌商行因受到“阴谋暴动案”的波及而倒闭。其负责人哈森和侯赛因被捕入狱病死于狱中。

## 历史

### 背景
咸丰元年（1851年），清政府与俄罗斯帝国签订《中俄伊犁塔爾巴哈臺通商章程》，条约内容包括设立领事馆、通商免税、驻兵保护贸易等。因此塔尔巴哈台城（绥靖城，后简称塔城）成为中俄贸易的重要地区，俄罗斯帝国在塔城建立起俄国驻塔城领事馆，并享有贸易免税、领事裁判权等特权，前往新疆的俄罗斯商人逐渐增多，其中就包括其中就包括俄籍塔塔尔族热玛赞·坎尼雪夫。
获得通商权益后，俄商开始插手新疆茶务。中国对茶叶贸易长期实行“官营征榷”，茶叶是中央政府的专卖品。茶叶，尤其是砖茶是新疆民众生活的必需品，既有广阔的销路、利益也颇丰。中俄通商条约中，俄商只能贩运中国土货出口，不能沿途私售。但随着西伯利亚铁路的建成，从茶叶原产地经天津、上海港口运至海参崴等港口，经高加索、中亚铁路运送至斜米（今塞梅伊）和其他中亚地区，要比从经恰克图或者新疆陆路运输运费便宜的多。于是俄商开始从俄国领土向中国贩卖中国茶叶，此举被称为华茶倒灌事件。

### 建立商行
热玛赞·坎尼雪夫于1861年因逃避兵役，离开家乡前往中国新疆。热玛赞在塔城为俄国茶商瓦高推销哈萨克族喜爱的米心茶。瓦高在湖北汉口设有商行和制茶厂，在当地收购原料后，由中国劳力加工仿制米心茶、红茶、川字茶砖等并运往俄属中亚地区，其中部分倒灌入伊犁、塔城一带。热玛赞经此积攒了相当财富。在塔城赚到钱的热玛赞前往迪化（今乌鲁木齐市），与另一位塔塔尔族商人那斯尔布鲁那什夫合伙，从南关头道巷的一户汉族人处租借了房院，开始做起贩卖俄国棉织品等商品的生意。因为那斯尔布鲁那什夫通晓汉语，又能和当地维吾尔族商人联系，故生意颇好。1870年，热玛赞和那斯尔布鲁那什夫成立了迪化首家与中国内地商号竞争的洋行。
光绪五年（1879年），热玛赞在塔城建立吉祥涌商行。光绪二十年（1894年），塔城的吉祥涌商行已经有近40人的雇员。民国三年（1914年），塔城红楼建成后，这里成为吉祥涌商行经营土特产购销、对俄进出口贸易的地方，也吸引来包括迪化在内的的多地商号在此开设代办机构。光绪二十二年（1896年），中俄签订《划定乌鲁木齐领署及贸易地址条约》，划定了在迪俄领事馆和俄商贸易圈界址和范围。在迪化划定贸易圈后，热玛赞和那斯尔布鲁那什夫分别修建洋行。光绪三十三年（1907年），位于迪化南梁（今新疆维吾尔自治区教育厅）的吉祥涌商行成立。民国九年（1920年）时，迪化的吉祥涌商行雇员达5人。

### 鼎盛时期
热玛赞去世后，吉祥涌商行交由他的侄子们继承，哈森在塔城负责商品的进出口，胡赛因在迪化任吉祥涌商行经理。胡赛因任经理后，为扩大经营，亲自从汉口运输茶叶到新疆出售的事宜，还派人到陕西、甘肃等地推销俄货和收购当地的土产。吉祥涌商行通过租用或购买的形式得到了迪化南山花儿沟大面积的草场，拥有二百匹马、一百头牛、五百余只羊，经营畜牧业。在南梁东湖滩，吉祥涌商行设立洗毛场，从新疆各地收购的羊毛都在此清洗、加工，按质量和颜色区分后发往俄国。吉祥涌商行还经营棉花生意，派出技术员在吐鲁番建立棉花厂。为提高棉花脱籽效率，吉祥涌商行从俄国购买6台棉花脱粒机，为提高棉花质量，买来美国的棉花籽种植。随着棉花厂的规模扩大，在玛纳斯、哈密等地建立了分厂。除此之外，吉祥涌商行购买各类原料，用骆驼运往俄国，将俄国的布匹、方糖、玻璃、铁皮、陶瓷器皿等工业用品运回新疆销售。
鼎盛时期，吉祥涌商行贸易网络遍布全疆，甚至湖北、甘肃、陕西等地均有其商业往来。其规模之大，资金曾高达300万金卢布，新疆商人无人敢与其竞争。新疆省政府高级顾问吴蔼宸评胡赛因“拥有巨资，堪称新省第一富户，所开吉泉湧（吉祥涌），到处皆有分号”。官办的苏新贸易公司成立后，吉祥涌商行通过贸易公司进行贸易往来。吉祥涌商行一次就完成了价值至少100万元的羊毛和棉花的售卖。吉祥涌商行在洋行清真寺修建学校，请塔塔尔族老师教授塔塔尔文。每逢斋月，吉祥涌商行会周济伊玛目和贫民。

### 从政与没落
除了贸易外，吉祥涌商行在新疆也曾参与到政事之中。吉祥涌商行因在土产收购方面和哈密亲王沙木胡索特有矛盾，在哈密事件中，胡赛因为铁木耳提供数十把枪支。同时商行也数次派出代表于和加尼牙孜谈判。盛世才主政新疆后，吉祥涌商行参与到盛世才组织成立的工商会之中，胡赛因加入中国国籍并当选为维持会委员和代表。也建立了新疆民众反帝联合会基层组织。在盛世才与马仲英的冲突前后，商行派人参与到谈判之中。并曾派代表劝说和加尼牙孜不要与马仲英联合。
民国二十六年（1937年）开始，盛世才借“阴谋暴动案”打击新疆多方势力，大量商甲财产被当作“逆产”被没收。民国二十七年（1938年），“阴谋暴动案”波及到吉祥涌商行，盛世才组织的逆产委员会查封没收了吉祥涌商行的财产。最终，吉祥涌商行倒闭，哈山、胡赛因被捕入狱并死于狱中，盛极一时的吉祥涌商行走向终结。

## 留存

### 塔城红楼

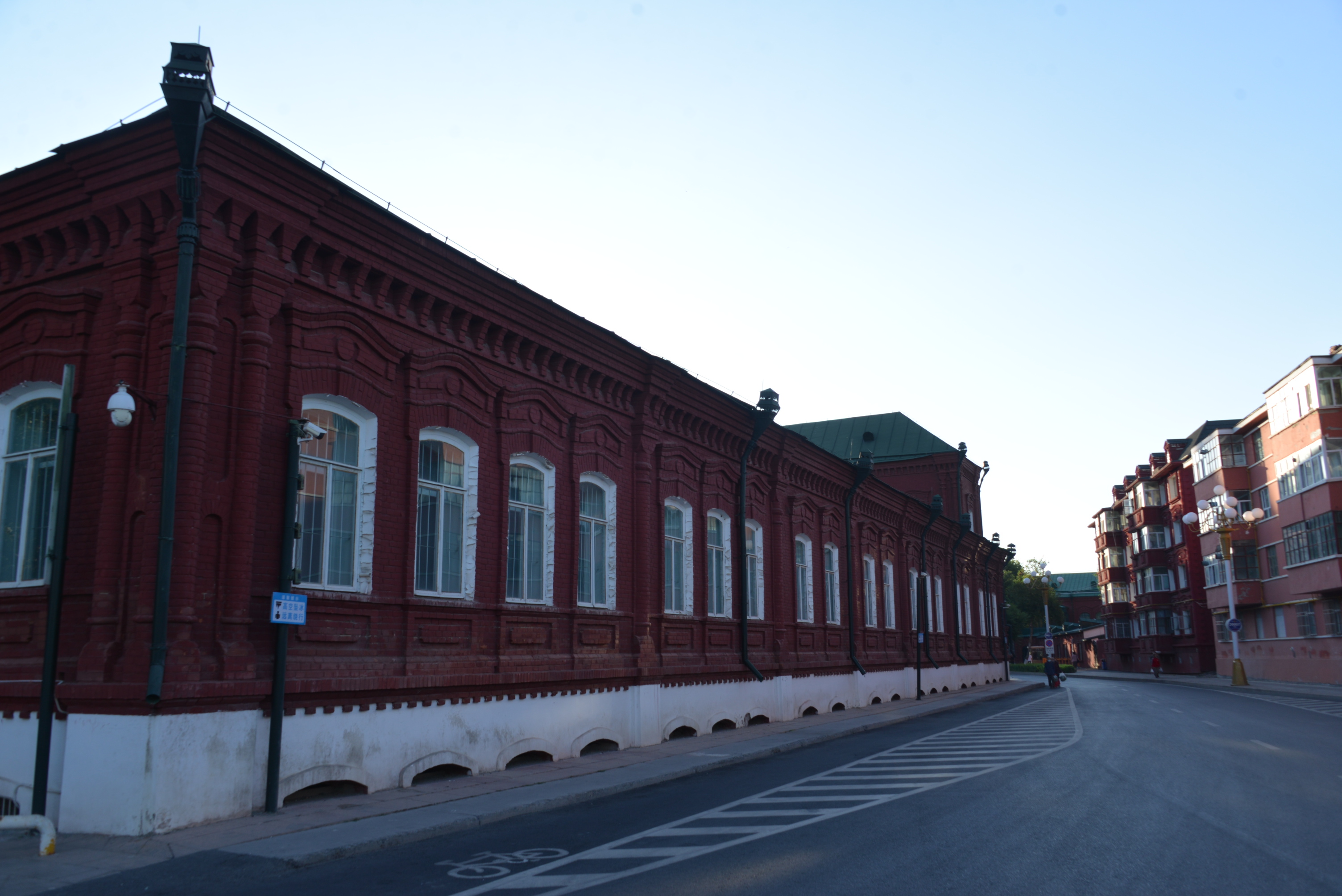
塔城红楼

塔城红楼是吉祥涌商行在塔城的商务中心，建成于1914年。塔城红楼和院落占地面积3872平方米，是具有典型俄罗斯建筑风格的近代建筑，现作为塔城地区博物馆使用。2006年被列为第六批全国重点文物保护单位。

### 南花园小洋房

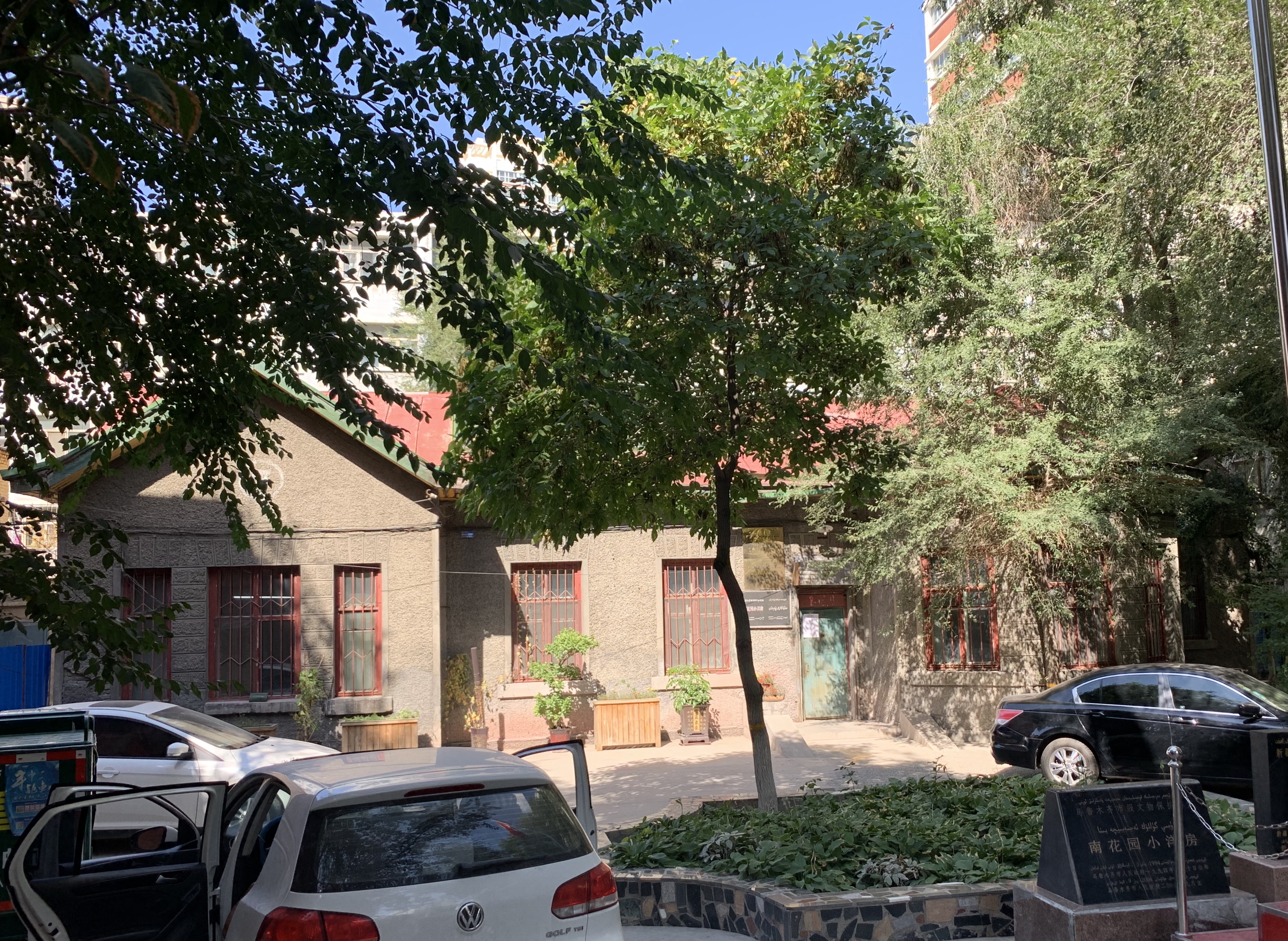
乌鲁木齐市南花园小洋房

南花园小洋房位于迪化胡赛因修建的私人花园——南花园内，现为新疆维吾尔自治区教育厅用房。2014年被列为第七批新疆维吾尔自治区文物保护单位。

### 羊毛湖社区
以吉祥涌商行等四家为首的俄商曾在迪化南梁东湖滩设洗毛场，雇工超过500人在此清洗、加工羊毛。久而久之，南梁东湖被称为羊毛湖。如今乌鲁木齐市天山区胜利路街道下的羊毛湖社区便得名于此。